# قوم الماسا

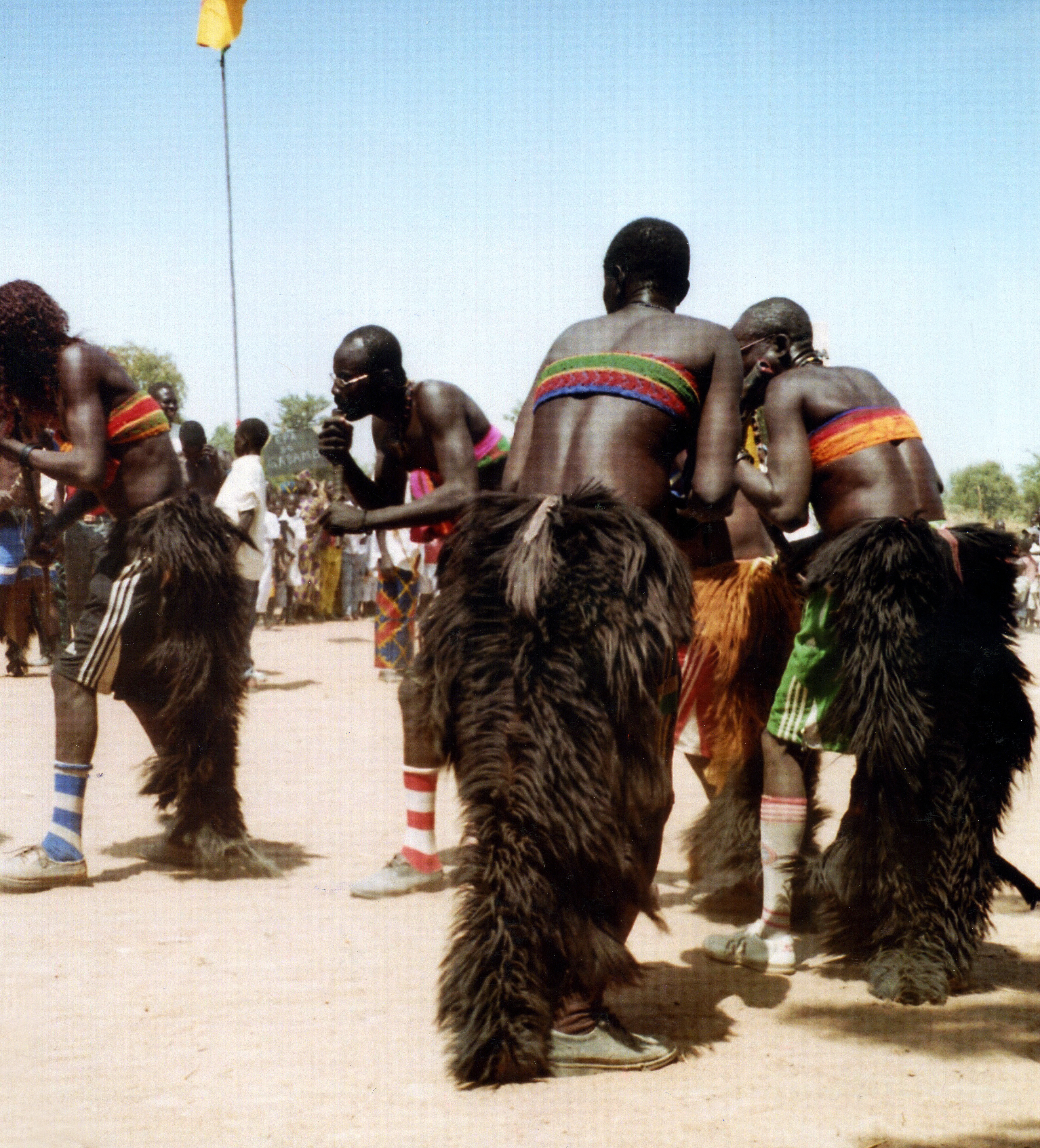
مجموعة من قوم الماسا

قوم الماسا هم قوم يتكلمون بلغة تشادية ويقيمون في الكاميرون وتشاد. يقدر عددهم بنحو 266000 إلى 469000، ويقيم المعظم في الكاميرون.